# 하우스 패밀리
하우스 패밀리(House Family)는 한국에서 제작된 오상호 감독의 2009년 드라마 영화이다. 박정순 등이 주연으로 출연하였다.

## 출연

### 주연
- 박정순
- 정인기
- 오지은
- 박명신

## 제작진
- 프로듀서: 박나미
- 조연출: 김연황
- 녹음: 김현상
- 미술: 이정민